# Civilingenjör och lärare
Civilingenjör och lärare, förkortat CL, är ett högskoleprogram på KTH. Programmet omfattar 300 högskolepoäng (fem läsår) och kombinerar en civilingenjörsutbildning med en lärarutbildning. Programmet leder till dubbla yrkesexamina; civilingenjör (se inriktningar nedan) och lärare med behörighet för undervisning i gymnasieskolan. Programmet startade 2002 och var ursprungligen ett samarbete med Stockholms universitet som utfärdade lärarexamen. Från 2011 utfärdar KTH både civilingenjörsexamen och lärarexamen. Till och med våren 2023 gavs vissa kurser på Stockholms universitet, men nu ges alla kurser i KTH:s regi.
Utbildningen, som till stora delar är tvärvetenskaplig, integrerar matematik, teknik och naturvetenskap med pedagogik och didaktik. Programmet är anpassat till näringslivets ökade efterfrågan på ingenjörer med kunskap om lärande och sociala processer och som kan kommunicera teknik och naturvetenskap. Det är också utformat så att ämneskunskaper och pedagogiskt och didaktiskt kunnande väl motsvarar de krav som ställs på en ämneslärare. Under hela utbildningen ingår verksamhetsförlagd utbildning (VFU) på gymnasieskolor och i andra utbildningsmiljöer.
Första läsåret är gemensamt för samtliga studenter och till andra året väljer studenterna en av fyra inriktningar:
- Matematik och fysik
- Matematik och kemi
- Matematik och datateknik
- Matematik och energi och miljö (infördes hösten 2011)

Chalmers tekniska högskola startade en liknande utbildning, på masternivå, i Göteborg hösten 2011.